# Нафтогазоводоносність гірських порід
Нафтогазоводоносність (рос. нефтегазоводоносность; англ. oil and gas bearing capacity, англ. oil and gas content, нім. Erdöl-Erdgas-und-Wasserführung f) – здатність гірських порід вміщати нафту, газ і воду.